# Рернбах
Рернбах (њем. Röhrnbach) град је у њемачкој савезној држави Баварска. Једно је од 25 општинских средишта округа Фрејунг-Графенау. Према процјени из 2010. у граду је живјело 4.565 становника. Посједује регионалну шифру (AGS) 9272141.

## Географски и демографски подаци
Рернбах се налази у савезној држави Баварска у округу Фрејунг-Графенау. Град се налази на надморској висини од 434–688 метара. Површина општине износи 40,6 km². У самом граду је, према процјени из 2010. године, живјело 4.565 становника. Просјечна густина становништва износи 112 становника/km².